# Ludwig Schober
Ludwig Schober (* 4. März 1949 in Sankt Oswald) ist ein deutscher Bibliothekar und Lokalhistoriker.

## Leben und Wirken
Ludwig Schober studierte Geschichte, Lateinische Philologie und Griechische Philologie. Nach dem Staatsexamen für den höheren Schuldienst 1974 promovierte er 1978 an der Universität München im Bereich Alte Geschichte. Von 1977 bis 1977 war er als Studienreferendar im Schuldienst tätig und legte 1979 das zweite Staatsexamen ab. Im gleichen Jahr trat er als Bibliotheksreferendar an der Bayerischen Staatsbibliothek in die Ausbildung für den höheren Schuldienst ein und absolvierte 1981 die Fachprüfung an der Bayerischen Bibliotheksschule. Seit 1981 bis zum Eintritt in den Ruhestand 2014 arbeitete er als wissenschaftlicher Bibliothekar an der Universitätsbibliothek Passau, seit 2004 im Rang eines Bibliotheksdirektors und stellvertretender Leiter der Bibliothek.
Schober hat sich als Lokalhistoriker besonders mit der Geschichte seines Heimatortes und dem Kloster Sankt Oswald beschäftigt und darüber publiziert.

## Veröffentlichungen (Auswahl)
- Untersuchungen zur Geschichte Babyloniens und der Oberen Satrapien von 323 - 303 v. Chr. (= Europäische Hochschulschriften, Reihe 3. Bd. 148). Lang, Frankfurt am Main 1981, ISBN 3-8204-6872-2 (Dissertation Universität München).
- mit Brigitte Gullath: Zur Chronologie der frühen Diadochenzeit: Die Jahre 320 bis 315 v. Chr. In: Hansjörg Kalcyk (Hrsg.): Studien zur alten Geschichte. Siegfried Lauffer zum 70. Geburtstag am 4. August 1981 dargebracht von Freunden, Kollegen und Schülern. Bd. 1. Bretschneider, Rom 1986, ISBN 88-85007-70-8, S. 329–378.
- Das Institut für Ostbairische Heimatforschung. Die Geschichte einer Spezialbibliothek. In: Bibliotheksforum Bayern. Bd. 14 (1986), S. 278–287.
- Der Grenzstreit zwischen dem Kloster St. Oswald und dem Landgericht Bärnstein. Zu einer Altkarte der Klosterherrschaft St. Oswald im Mittleren Bayerischen Wald. In: Siedlungsforschung. Bd. 9 (1991), S. 147–172.
- Geschichte des Klosters Sankt Oswald von den Anfängen bis zum Dreißigjährigen Krieg. Morsak, Grafenau 1997, ISBN 3-928708-11-2.
- Mitautor: Fürstliche Bärenjagd im Bayerischen Wald. Bau und Verfall der herzoglichen Jagdhäuser in Reichenberg und Lalling (1590–1648). Riedlhütte 1999, ISBN 3-9804872-6-1.
- 200 Jahre Grenzraumentwicklung am Beispiel der ehemaligen Klosterhofmark Sankt Oswald. 200 Jahre Geschichte der Gemeinde Sankt Oswald-Riedlhütte 1806–2006. Ohetaler Verlag, Riedlhütte 2006, ISBN 3-937067-46-9.
- Ablauf der Aufhebung des Klosters. In: Alfons Urban (Hrsg.): Das Ende des Klosters Sankt Oswald – Die sozialen Folgen für die Klosteruntertanen. Oetaler Verlag, Riedlhütte 2007, ISBN 978-3-937067-64-3, S. 36–45.